# Nana Grey-Johnson

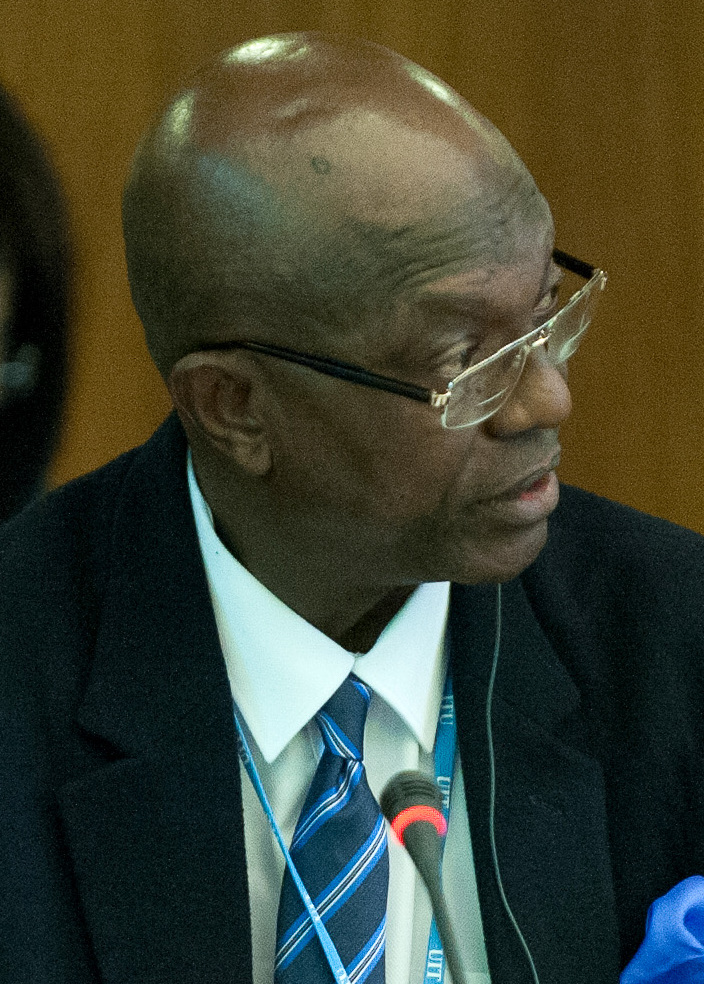
Nana Grey-Johnson (2013)

Nana Grey-Johnson (* 1951 in Bathurst) ist ein gambischer Schriftsteller und Politiker.

## Leben
Er erwarb 1979 den Bachelor of Arts in Kommunikation und den Master of Arts in Journalismus an der Stanford University. Bis zur Gründung seiner eigenen Medienagentur schrieb er für einige Zeitungen und Magazine in Gambia und London. 2004 veröffentlichte er die Zeitungsgeschichte Gambias unter dem Titel (englisch The Story of The Newspapers in The Gambia). Grey-Johnson schrieb Theaterstücke und eine Sammlung von Kurzgeschichten. King Pass King, ein Theaterstück, wurde 1988 in Krio veröffentlicht. Ein musikalisches Drama mit Choreographie ist The Hare and the Tortoise (deutsch Der Hase und die Schildkröte), er schrieb es in Wolof und auf Englisch.
Als Dozent für englische Sprache wirkte er an der Universität von Gambia; 2013 wurde er Vizegeneralsekretär des ehemaligen gambischen Präsidenten Yahya Jammeh.
Er ist ein Bruder des ehemaligen gambischen Außenministers Crispin Grey-Johnson.

## Werke
- Krio Engagement and Other Stories (1987)
- Children of The Spyglass (1995)
- The Story of The Newspapers in The Gambia (2004)
- Edward Francis Small: Watchdog of The Gambia

Romane:
- I of Ebony (1997)
- The Magic Calabash (1998)